# Jewgienij Klimow (curler)
Jewgienij Aleksandrowicz Klimow (ros. Евгений Александрович Климов; ur. 22 listopada 1993 w Sankt Petersburgu) – rosyjski curler, uczestnik mistrzostw świata w latach 2017–2021.

## Życiorys
Udział w zawodach międzynarodowych rangi mistrzowskiej rozpoczął od mistrzostw świata mikstów 2015. Był wówczas otwierającym w drużynie Uljany Wasiljewej, która wywalczyła 4. miejsce.
W 2017 reprezentował Rosję z drużyną Aleksieja Timofiejewa na Zimowej Uniwersjadzie 2017 w Ałmaty jako rezerwowy (8. miejsce) oraz na mistrzostwach Europy jako otwierający (6. miejsce).
Od 2017 nieprzerwanie brał udział w mistrzostwach świata:
- 2017 – rezerwowy w drużynie Aleksieja Stukalskiego (12. miejsce)[4]
- 2018 – otwierający w drużynie Aleksieja Timofiejewa (9. miejsce)[5]
- 2019 – rezerwowy w drużynie Siergieja Głuchowa (9. miejsce)[6]
- 2020 – z powodu pandemii COVID-19 mistrzostwa się nie odbyły
- 2021 – trzeci w drużynie Siergieja Głuchowa (4. miejsce)[7][8].